# Moshe Bejski
Moshe Bejski (Działoszyce, 29 dicembre 1921 – Tel Aviv, 6 marzo 2007) è stato un magistrato israeliano, superstite dell'Olocausto. È stato Presidente della Commissione dei Giusti tra le nazioni di "Yad Vashem"

## Biografia

### L'infanzia
Moshe Bejski nasce a Działoszyce, borgo di diecimila abitanti vicino a Cracovia, nel 1921 da genitori ebrei.
Il paese in cui nacque era abitato in maggioranza da ebrei e il giovane Moshe durante l'infanzia fece una doppia vita: il mattino frequentava la scuola statale con gli altri ragazzi, il pomeriggio quella ebraica.

Il padre di Bejsky, Ben-Ziot, era un sarto molto religioso e dagli scarsi mezzi finanziari che però fu molto attento all'educazione dei suoi quattro figli.
A tredici anni Moshe si trasferisce a Cracovia dove, per poter frequentare il Ginnasio, lavora in diversi campi fino trovare definitivamente impiego in una tipografia.

### Gli ideali
Vivendo in un ambiente in cui la società ebraica era vista di cattivo occhio, aderì con convinzione al gruppo sionista della città. Egli, come tutti i sionisti, pensava che gli ebrei non avrebbero potuto vivere in pace se non in uno Stato solo ebraico. Quando però il sogno sionista di Moshe stava per avverarsi, fu fermato da un problema cardiaco che gli impedì di partire con altri sionisti verso un Kibbutz in Palestina.

### L'invasione nazista
Moshe dunque rimase in Polonia e assistette all'invasione nazista nel 1939. Nessuno aveva la minima idea di cosa fosse il vero obiettivo di Adolf Hitler, ma, in ogni caso, molti ebrei si spostarono nel territorio polacco occupato dall'Armata Rossa ed entrarono in massa nell'amministrazione sovietica, speranzosi nella fine dell'antisemitismo.
Bejsky non venne arruolato per questioni anagrafiche e decise, come molti altri ebrei, di passare al di là del fiume San in territorio Sovietico, ma non riuscendo nell'intento perché l'esercito polacco in ritirata aveva fatto saltare tutti i ponti. Decise quindi di tornare a Działoszyce. I tedeschi, entrati nel villaggio, non presero all'inizio nessuna misura anti-semita, ma Moshe si accorse di quanto stava per succedere quando un'ambulanza tedesca si rifiutò di soccorrere alcuni ebrei feriti in un bombardamento. Quindi decise di tornare a Cracovia dove contava di riprendere il suo vecchio lavoro, ma rimase sconvolto alla vista del ghetto ancora in costruzione e decise di tornare per l'ennesima volta al suo paese.

### La deportazione
Nel 1942 la situazione degli ebrei nel villaggio peggiorò consistentemente per la crescente ostilità da parte dei polacchi e per le notizie che circolavano su un'imminente deportazione.

Infatti, il 3 settembre 1942 i tedeschi ordinarono a tutti gli ebrei di Działoszyce di farsi trovare nella piazza alle due in punto con una tuta da operaio e un sacco di non più di trenta chilogrammi. Dopo una prima divisione una parte fu caricata su un treno mentre un gruppo di mille persone (anziani, bambini e malati) non cominciò nemmeno il viaggio.

### La fuga
Moshe fu trasferito in vari campi di lavoro nei dintorni di Cracovia da uno dei quali poi riuscì a fuggire (da Miechowitz) per rifugiarsi in un sottotetto insieme ad altre quindici persone. Quando il nascondiglio divenne poco sicuro Moshe si decise a chiedere aiuto ad un suo vecchio compagno di scuola il quale glielo negò senza mostrare un briciolo di compassione. Egli in ogni caso decise di nascondersi nel magazzino della famiglia dell'ex-amico per qualche giorno fino a che, finite le scorte di cibo, decise di prendere il treno per Cracovia. In città, dopo non essere neanche riuscito a mangiare in un ristorante, chiese aiuto ad un suo vecchio dipendente che divise il suo piccolo appartamento e il suo misero stipendio con lui finché fu costretto ad andarsene per colpa dei sospetti dei vicini sempre pronti a denunciare la presenza di un ebreo nascosto ai Tedeschi.

### Il ritorno al campo di concentramento
Moshe quindi ritornò al campo di lavoro da cui era scappato ricominciando a trasportare carbone senza che nessuno si accorgesse di niente. Il Campo di concentramento di Kraków-Płaszów, che in quel periodo conteneva circa duemila prigionieri, era diviso in tre parti: 
- il quartiere Tedesco;
- il settore ebraico;
- una prigione per gli oppositori Polacchi.

Le condizioni di questo campo peggiorarono sensibilmente quando, nel Febbraio 1943 Amon Göth divenne comandante di Campo di concentramento di Kraków-Płaszów; egli non essendo né un semplice burocrate né un accanito antisemita, si dedicava a quel lavoro perché gli permetteva di dare sfogo alla sua violenza. Ad un mese dalla sua promozione furono rafforzate le misure anti-fuga e abolita ogni sorta di concessione ai prigionieri.

Il comandante aveva l'abitudine di sparare indiscriminatamente dalla sua villa situata su una collina ai prigionieri che lavoravano nelle vicinanze. Nell'aprile 1944 furono trasferiti ad Auschwitz milleduecento adulti e duecentocinquanta bambini; già a quel tempo si stava cominciando, in vista della disfatta, a cancellare i crimini dello sterminio: infatti, furono dissotterrati molti corpi e bruciati.

### L'incontro con Oskar Schindler
Moshe aveva sentito da alcuni conoscenti, che lavoravano fuori dal campo ma che venivano lì a dormire la notte, di una fabbrica in cui le razioni di cibo erano quantomeno decenti e gli orari di lavoro più umani: quella fabbrica era diretta da un imprenditore tedesco nato in Cecoslovacchia, il cui nome era Oskar Schindler. Egli, come quasi tutti i tedeschi del suo paese, sulla spinta del sogno revanscista aveva aderito al partito nazionalsocialista pur non condividendone molte posizioni.

Moshe poteva partire per la nuova fabbrica di Oskar Schindler perché tecnico specializzato ma dovette corrompere un kapò, un certo Marcel Goldberg, sempre alla ricerca di soldi in cambio di favori, per poter portare con lui anche i suoi due fratelli. Insieme partirono su un treno stracolmo di persone alla volta di Brünnlitz dove nella nuova fabbrica di munizioni Bejsky divenne esperto nel falsificare documenti e lasciapassare. La fabbrica riuscì a proseguire la sua attività di salvataggio fino al 9 maggio 1945 quando l'Armata Rossa entrò nel campo di Brünnlitz liberando gli operai e dando notizie riguardo agli ebrei in Polonia.

### Il dopo guerra
Moshe, dopo la fine della guerra riprese la sua attività da sionista e si dedicò negli anni successivi a organizzare il trasporto di molti ebrei soprattutto nordafricani in Israele, dove poi si trasferì anch'egli dopo aver ottenuto la laurea in Giurisprudenza a Parigi.

Cominciò a lavorare per uno studio d'avvocati e a comportarsi esattamente come un ebreo arrivato prima della guerra fino a quando fu chiamato a testimoniare al processo Adolf Eichmann: egli alla domanda del pubblico ministero sul perché non avesse fatto niente per fermare l'impiccagione di un ragazzo si accorse che in Israele non si aveva un'idea veritiera di cosa era stata la Shoah.
Bejsky decise quindi di diventare magistrato e di far sapere non solo al suo paese ma anche al mondo intero la storia del suo salvatore; questa battaglia fu dura e molto lunga ma alla fine riuscì convincere i suoi compatrioti che, accanto al sacrosanto dovere di non dimenticare il male ricevuto, c'è un altrettanto sacro dovere di ricordare il bene che si è ricevuto.

### Quando Schindler arriva all'aeroporto
Nel 1962 arriva a Tel Aviv Schindler e viene accolto da 200 ebrei all'aeroporto, tra quegli ebrei c'era anche Moshe che sente tutte le storie di questi ebrei salvati da Schindler e le scrive su fazzoletti di carta.

### La commissione dei Giusti
Bejski entrò a fare parte della commissione dei Giusti e si scontrò con Moshe Landau che sosteneva, a differenza di Moshe Bejski, che andassero onorati come Giusti solo le persone giuste in tutto, mentre Bejski sosteneva che erano giuste tutte le persone che avevano agito secondo coscienza e che avessero rischiato la vita per realizzare questi ideali. Il pensiero di Bejski si riassume con questa frase “Bejski amava gli uomini non cercava i santi”. Questo rende anche i Giusti più vicini alle persone. Il database di Yad Vashem al 1º gennaio 2019, contava 27.362 Giusti tra le nazioni di 51 diverse nazioni

### Giornata europea dei Giusti

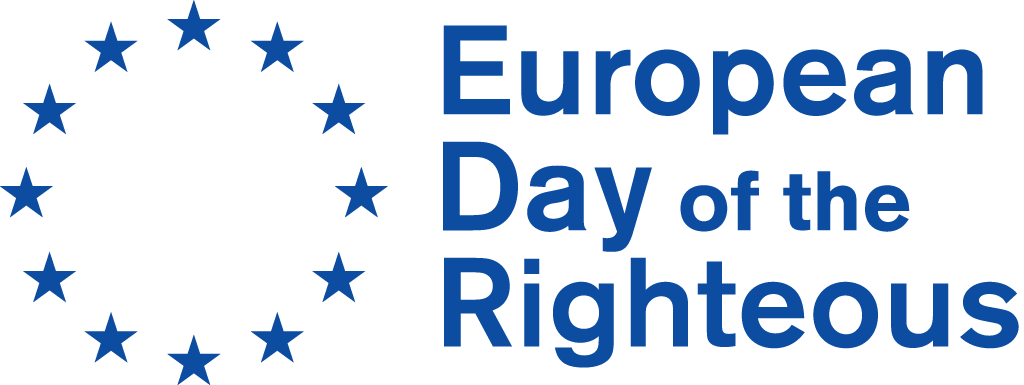
Il 6 marzo di ogni anno

Il 10 maggio 2012, accogliendo l'appello fatto da Gariwo la foresta dei Giusti, il Parlamento europeo ha stabilito la data del 6 marzo - scelta in onore di Moshe Bejski - come commemorazione annuale della Giornata europea dei Giusti. L'appello internazionale è stato sostenuto da più di 3600 cittadini, intellettuali, artisti, e politici fra cui i primi, gli stessi deputati italiani. Con la commemorazione annuale del 6 marzo l'Europa, così come fa notare Gariwo, ha scelto di non dimenticare, ricordando coloro che si erano impegnati a soccorrere i perseguitati durante i genocidi e coloro che si erano impegnati a difendere la dignità umana calpestata nei sistemi totalitari. La decisione del Parlamento Europeo è stata unica nel suo genere. In seguito a tale decisione infatti, Gabriele Nissim faceva notare: [....] È la prima volta che viene approvata una mozione che denuncia la pratica del genocidio in modo universale, senza alcun tipo di discriminazione ideologica.
Dal 2003 Moshe Bejski è onorato al Giardino dei Giusti di Milano.